# Dreieck Drammetal
De Dreieck Drammetal is een knooppunt in de Duitse deelstaat Nedersaksen. Op dit trompetknooppunt, gelegen in het rivierdal van de Dramme sluit de A38 vanuit Leipzig aan op de A7 (Hamburg-Kassel).

## Richtingen knooppunt
| Aansluitende wegen                                       | Aansluitende wegen | Aansluitende wegen                    | Aansluitende wegen | Aansluitende wegen                  |
| -------------------------------------------------------- | ------------------ | ------------------------------------- | ------------------ | ----------------------------------- |
|                                                          |                    | richting Göttingen / Hannover Hamburg |                    |                                     |
|                                                          |                    |                                       |                    |                                     |
|                                                          |                    |                                       |                    |                                     |
|                                                          |                    |                                       |                    |                                     |
| richting Hann. Münden-Hedemünden Kassel / Frankfurt a.M. |                    |                                       |                    | richting Nordhausen Halle / Leipzig |